# Coleophora aleramica
Coleophora aleramica is een vlinder uit de familie kokermotten (Coleophoridae). De wetenschappelijke naam is voor het eerst geldig gepubliceerd in 2007 door Baldizzone & Stubner.
De soort komt voor in Europa.